# 苦行

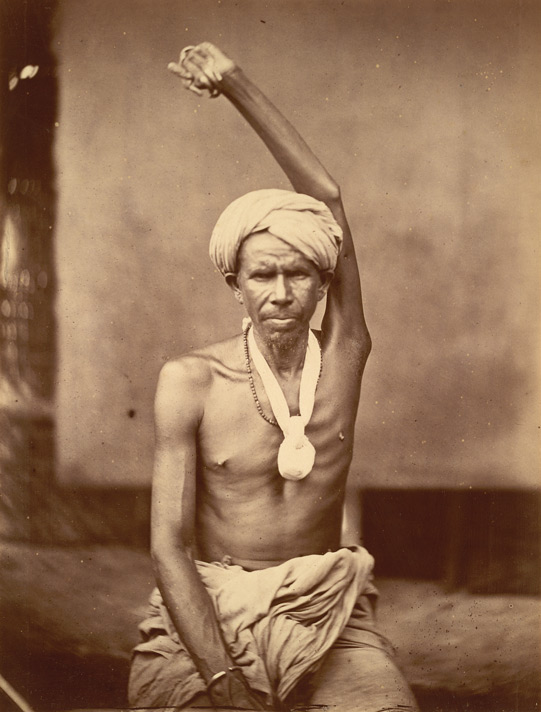
印度英國殖民時期苦行的一種方式：終生舉起手臂

苦行（羅馬化：Tapas）是印度宗教中的一种修行方式，目的是為获得神灵的祝福或得到解脱，透过各种超越自然、超越自我的修行，来达到目的。佛教中，佛陀在成佛之前曾修苦行，“日食一麻一麦”（一天只吃单一的带着稻殼的麻米，和麥子，而不再吃別的東西），沒有獲得成就，且幾乎餓亡，故佛教并不贊成苦行，而主張“行中道”；但佛教因人設教，也允許根機合適者修苦行，稱爲“頭陀僧”（苦行僧）；如藏密噶舉派密勒日巴，在获得了法的真谛以后，来到了人迹罕至的山洞、山崖上苦行，以远离八风、五毒的干扰，获得了大成就。

## 概論

### 印度教、耆那教等
苦行流行于印度文化圈，在印度提倡苦行的宗教有耆那教、印度教等。在印度、尼泊尔常有苦行僧蓬頭垢面、衣衫襤褸，帶著象徵濕婆裨的三叉杖，邊走邊吟誦古經文。
苦行僧必須忍受常人認為是痛苦的事，如長期斷食甚至斷水、躺在佈滿釘子的床上、行走在火熱的木炭上、忍酷熱嚴寒等事情，來鍛鍊忍耐力和離慾。有部分人单脚站立一站就数十年。
印度教《摩奴法論》提出婆罗门种姓等“再生族”的“四行期”，分为：梵行期，家居期（梵語：Grihastha），林栖期（梵語：Vanaprastha），遁世期（梵語：Sannyasin）。在林栖期，需要居住在森林中苦行，“要蜷缩地上，或整日两足站立；要有起有坐，并每天沐浴三次；……以枯槁其凡躯……摆脱一切肉感快乐的偏好”。
在遁世期，更要全身心的投入苦修，不伤生，行瑜伽，以期获得梵我合一的“解脱”。
唐朝时玄奘记载古印度的部分苦行者的苦行方式，先在河里打下一根桩子，竖起一个很高的柱子。在柱子旁，再竖一根稍微矮一点的柱子。每天早晨，成群结队的苦行者，就爬这个柱子。一只手搭在高柱子上，一只脚踩在矮柱子上，还有一只手和脚就张开，头要抬高，脖子要伸直，看着太阳的方向，随着太阳慢慢旋转，以此来修行，看着在天穹中旋转太阳，人也在转，苦行僧认为这种苦行方式，从日出到日落就相当于完成了生命的一次轮回，有的人在这里一练就是几十年，直到支持不住掉进河里淹死为止，灵魂就得以解脱。
耆那教苦行：他们不吃肉荤，不摘果蔬，只吃掉落在地的果实。此外还有一种修行是绝食，萨莱克哈那（Sallekhana），当耆那教徒意识到死亡临近的时候，一是确实患了绝症；二是人老得身体功能失常。”就进行绝食以达到身体的纯洁，为此印度每年有非常多的人饿死。

### 佛教
受印度文化的影响,佛教创始人釋迦牟尼成佛前曾修苦行，「晝便入林中。夜便露坐……至冢間。取彼死人之衣。而覆形體……日食一麻一米（或譯為一麻一麥）。形體劣弱。骸骨相連。頂上生瘡。皮肉自墮。猶如敗壞瓠盧……」。後來發現修苦行並不能達到成佛，於是轉變以其他方法修行．釋迦牟尼佛曾在優羅毗羅村收留五名苦行僧，此為佛經上記載的「初轉法輪」创立佛教。创立佛教后，釋迦牟尼认为苦行不是脱离苦海的最好方式，他开始提倡“中间之道”既不苦行亦不纵欲，自此以后佛教从印度提倡苦行的诸多宗教中脱离出来。當然，佛教講求因人設教，也允許根機合適者修苦行，稱爲“頭陀僧”（苦行僧），如佛陀十大弟子之一的大迦叶尊者，被尊為“头陀行第一”；漢傳佛教、藏傳佛教中都常有行苦行者，如藏密噶舉派密勒日巴，曾到人迹罕至的山洞、山崖上苦行；還有佛教中存在一步一拜的朝拜方式，尤其在藏地還要一步一“五體投地”地朝拜，也被視為苦行之一種。

### 其他宗教
在非印度文化圈中也存在苦行的行为，什叶派穆斯林在过阿舒拉节时，常裸露上身对自己进行鞭打，更有甚者在鞭打的铁链中装上刀刃，使其本人被鞭打得鲜血直流。

## 媒体使用
在香港，偶有示威人士，每走数步就跪地一拜，其示威方式會被香港媒体称为「苦行式示威」。

## 相關
- 苦行僧
- 頭陀行

## 註释
1. ↑  《摩奴法論》：“要吃地上或水内生长的蔬菜，清净树木生的花、根和果实，以及果实内长出的油……严格遵守林栖者的义务，完全地仅以花、根和经时成熟自然坠落的果实为生。要蜷缩地上，或整日两足站立；要有起有坐，并每天沐浴三次。热季要忍受五火的炎热；雨季要赤条条地置身于云雨的倾注；冷季要穿湿衣，渐次增加苦行。每日三次沐浴时，要对诸神和祖灵奠水；要从事愈来愈严峻的苦行，以枯槁其凡躯……摆脱一切肉感快乐的偏好，纯洁如学生，不计居处的乐趣，栖息树下，席地而卧。要从婆罗门隐者，和其他林栖的再生族家长处接受必要的布施，维持生活……这些，再加上其他，就是婆罗门退隐山林后，应该遵守的戒行；又为成就梵我一如，应该学习启示圣典的各神学分支”（Ⅵ.13；21-4；26-7；29）
2. ↑  钱文忠《玄奘西游记》·19
3. ↑  , 青年参考, 2005-09-14  [2019-01-10], （原始内容存档于2020-11-07）